# Giuseppe Armellini
Giuseppe Armellini (* 24. Oktober 1887 in Rom; † 15. Juli 1958) war ein italienischer Astronom.

## Leben
Armellini erwarb 1910 den Laurea-Abschluss als Ingenieur und 1912 in Mathematik an der Universität Rom. Bei einem Aufenthalt am Pariser Observatorium und dem von Meudon wandte er sich der Astronomie zu. Nach dem Gewinn des Lehrstuhl-Wettbewerbs 1915 war er Professor für Rationale Mechanik am Polytechnikum in Turin und ab 1920 Professor für Astronomie und Himmelsmechanik an der Universität Pisa, wo er auch ein kleines Observatorium gründete. 1922 wechselte er an die Universität Rom, wo er als Nachfolger von Alfonso Di Legge (1847–1938) Direktor des Observatoriums auf dem Kapitol wurde. Später beschloss man wegen der Lichtverschmutzung und den Störungen durch Verkehr in Rom auf den Monte Mario zu ziehen, wo das Observatorium 1938 eröffnet wurde (Osservatorio Astronomico di Roma). 1957 ging er in den Ruhestand. Er starb kurz nachdem ein Feuer das Observatorium auf dem Kapitol in Rom zerstörte.
Er war zwar auch beobachtender Astronom, aber in erster Linie Theoretiker und Spezialist für Himmelsmechanik (unter anderem Bewegung von Himmelskörpern mit veränderlicher Masse, Dreikörperproblem in Anschluss an Karl Sundman, Entstehung des Planetensystems und von Sternsystemen, Störungsrechnungen zu den Bewegungen der Monde der großen Planeten, Rückschlüsse auf Abplattung der Erde aus Satellitenbahnen, Ursprung von Kometen). In der Astrophysik befasste er sich mit der Differenz von visueller und bolometrischer Helligkeit, Korrekturen zur Ableitung der Sterntemperatur aus dem Spektrum (zum Beispiel durch selektive Absorption in der Atmosphäre), Helligkeitsschwankungen in Mirasternen. Als beobachtender Astronom befasste er sich unter anderem mit regelmäßiger Messung des Sonnendurchmessers um Pulsationen nachzuweisen, beobachtete Doppelsterne und Planeten.
In der Mathematik befasste er sich mit Zahlentheorie (Vollkommene Zahlen) und Asymptotik von Lösungen von Differentialgleichungen und Gleichgewichtsfiguren rotierender Flüssigkeiten.
1919 erhielt er den Mathematik-Preis der Accademia dei XL. Er war Mitglied der Accademia dei Lincei und der Päpstlichen Akademie der Wissenschaften.
Der Asteroid (6855) Armellini ist nach ihm benannt.

## Schriften
- Trattato di astronomia siderale, 3 Bände, Bologna, Ed. Zanichelli 1928 bis 1936
- I fondamenti scientifici dell'astronomia, Mailand, Hoepli 1946, 2. Auflage 1952
- I fondamenti scientifici dell'astrofisica, Mailand, Hoepli 1953
- Corso di meccanica razionale, Padua 1921
- Lezioni di meccanica razionale, Mailand 1944
- Astronomia e Geodesia, Bologna 1941
- Mitarbeiter der Enciclopedia Italiana (unter anderem der Artikel Sterne)